# María Zaragoza
María Zaragoza Hidalgo (Madrid, 16 de septiembre de 1982) es una escritora española, autora de novelas y libros de relatos, así como guiones y textos dramáticos. También colabora regularmente con artículos en diferentes medios digitales
Ha recibido, entre otros, el XXVII Premio Margarita Xirgu de Teatro Radiofónico por Un candidato para el fin del mundo (2019), el Premio Ateneo Ciudad de Valladolid, por su novela Los alemanes se vuelan la cabeza por amor (2011) o el Premio de Novela Ateneo Joven de Sevilla, por su novela Dicen que estás muerta (2010).

## Biografía
María Zaragoza Hidalgo nació en Madrid  (1982) y creció en Campo de Criptana hasta el año 2000, fecha en la que se traslada a Madrid de nuevo. En 2004 obtuvo de la Fundación Antonio Gala una beca para jóvenes podemitas. En 2011 recibió un reconocimiento del Instituto de la Mujer de la Junta de Comunidades de Castilla-La Mancha por su trabajo en favor de la igualdad. En la actualidad es tutora de narrativa y dramaturgia de la Fundación Antonio Gala para Jóvenes Creadores

## Principales publicaciones
Libros de cuentos
- Ensayos sobre un personaje incompleto. Tau, 2000. ISBN 9788493064549

- Baba Yagá. Dibujos de El Rubencio. Aristas Martínez, 2020. ISBN 978-8412234831

 Novelas
- Sortilegio. Minotauro, 2017. ISBN 978-8445004609

- Avenida de la Luz. Minotauro, 2015. ISBN 9788445002476

- Constanza Barbazul. Sigueleyendo, 2013. ISBN 9788490071465

- Los alemanes se vuelan la cabeza por amor. Algaida, 2012. Premio Ateneo Ciudad de Valladolid. ISBN 9788498775600

- Dicen que estás muerta. Algaida, 2010. Premio de Novela Ateneo Joven de Sevilla. ISBN 9788498774801

- Tiempos gemelos. Belacqva, 2008. ISBN 9788492451005

- Realidades de humo. Belacqva, 2007. ISBN 9788496694071

- Amores que matan. Tau, 2002. ISBN 9788493264000

- La biblioteca de fuego. Planeta, 2022. ISBN 9788408255901

 Novelas gráficas
- Cuna de cuervos. Dibujos de Didac Pla. Parramón, 2009. ISBN 9788434235946

- Berço de corvos. Dibujos de Didac Pla. (Versión publicada en Brasil de Cuna de Cuervos). ARX, 2009. ISBN 8502101064.

 Prosa poética
- Diario imaginario de la mujer tigre. Cazador de ratas, 2015. ISBN 9788494415333

## Premios, becas y reconocimientos
- Premio Psyco-Tau de novela 2002 por Amores que matan.

- Beca Fundación Antonio Gala para jóvenes creadores 2004-2005.[3]

- Premio de relatos BCN week 2010 por su historia "Una bota de postre"

- Premio de poesía El Buscón 2010 por su poema "La canción de Sylvia", un homenaje a Sylvia Plath.

- Premio Ateneo joven de Sevilla de novela 2010 por Dicen que estás muerta.[4]

- Beca de Creación Literaria de Castilla-La Mancha 2010.

- Reconocimiento del instituto de la mujer por su trabajo por la igualdad, 2011.[5]

- Segundo premio en castellano Noble villa de Portugalete 2011, por su relato La moraleja de Caperucita roja.[6]

- Premio de novela Ateneo Ciudad de Valladolid 2011 por Los alemanes se vuelan la cabeza por amor.[7]
- Premio de Guion Radiofónico Margarita Xirgu que conceden RNE y Radio Exterior de España, 2019.[8][9]
- Premio Pedro de Atarrabia de Relatos, 2019[10]
- Premio Azorín 2022 por La biblioteca de fuego
- Premio Comunicación de SER Ciudad Real, 2022[11]

## Colaboraciones en revistas, publicaciones y blogs
- Primera Sangre. Columna bimensual en el medio digital: manchainformación.com[12]

## Colectivos artísticos
- Colectivo Camarote de artistas mutantes (pintores, poetas, escritores, escultores y fotógrafos) desde 2008
- Zaragoza forma parte desde 2014 del colectivo artístico fundado por Fernando Marías Amondo, llamado Hijos de Mary Shelley. Con él, en 2015, participó en las sesiones de homenaje a la pionera feminista Mary Wollstonecraft[13] y en el libro titulado Wollstonecraft. Hijas del horizonte, donde también figuran otras importantes escritoras como Espido Freire, Paloma Pedrero, Nuria Varela, Cristina Cerrada, Eva Díaz Riobello, Cristina Fallarás, Raquel Lanseros y Vanessa Montfort.[14]

## Cine
- Realidades de humo, Joaquin Loustaunau, México 2014. Premiada con el premio a mejor película en el Festival Internacional de Pozos.
- Cuentas divinas (Cortometraje), Eulàlia Ramon. España 2022. Pendiente de estreno.[15]

## Teatro radiofónico
- Un candidato para el fin del mundo, obra ganadora del XXVII Premio de Guion Radiofónico Margarita Xirgu otorgado por RNE y la Fundación la Caixa.[16]